# Prix Bernstein
Le prix Bernstein est un prix littéraire annuel israélien décerné aux écrivains de cinquante ans et moins. Le prix est décerné par la Fondation Bernstein, et est dénommé du patronyme de Mordechai Bernstein, qui, dans sa succession, a réservé de l'argent afin d'instituer une fondation visant à encourager les jeunes écrivains hébreux. La fondation est gérée par l'Association des éditeurs du livre d'Israël.

## Catégories
Le prix est décerné depuis 1978 à des écrivains dans les quatre catégories suivantes :
- Roman dont la langue originale est l'hébreu (attribué annuellement et doté d'un montant de 50,000 shekalim).
- Recueil de poésie en hébreu (attribué bis-annuellement et doté d'un montant de 25,000 shekalim).
- Pièce de théâtre en hébreu original (attribué bis-annuellement et doté d'un montant de 25,000 shekalim).
- Critique littéraire (attribué bis-annuellement et doté d'un montant de 15,000 shekalim).

## Prix du meilleur roman en hébreu
- 1978 : Yaakov Shabtai (en)
- 1980 : Haim Be'er (en)
- 1981 : Yitzhak Ben-Ner
- 1983 : Amos Oz
- 1985 : David Grossman
- 1988 : David Schütz (en)
- 1989 : Meir Shalev
- 1991 : Albert Suissa
- 1993 : David Grossman
- 1996 : Eleonora Lev
- 1997 : Gideon Nebo
- 1999 : Alona Kimhi
- 2001 : Yuval Shimoni
- 2003 : Sami Berdugo
- 2005 : Dror Burstein
- 2006 : Eran Bar
- 2007 : Assaf Shor
- 2009 : Ronit Matalon, prix du meilleur roman en hébreu pour Kol Tsa'adenu (The Sound of our Steps)[1].
- 2011 : Sayed Kashua, prix du meilleur roman en hébreu pour Second Person Singular[2].
- 2012 : Fournit Hermony
- 2013 : Assaf Gavron (en), prix du meilleur roman en hébreu pour The Hilltop[3].
- 2014 : Dror Mishani
- 2015 : Dorit Rabinyan, prix du meilleur roman en hébreu pour Borderlife[4] et Lilach Netanel.
- 2016 : Yishai Sarid pour Le troisième temple
- 2017 : Yaara Shehori pour Aquarium
- 2022 : Carmit Sahar pour Set Theory

## Autres récipiendaires récents
- 2007 : Arik Glasner, prix du critique littéraire[5].
- 2015 : Roy Hasan : prix en poésie[6].